# Alamanno Salviati
Alamanno Salviati (ur. 21 marca 1668 we Florencji, zm. 24 lutego 1733 w Rzymie) – włoski kardynał.

## Życiorys
Urodził się 21 marca 1668 roku we Florencji, jako syn Giovanniego Vincenza Salviatiego i Laury Corsi. Po studiach na Uniwersytecie Pizańskim uzyskał doktorat. Po studiach podróżował po Europie, a gdy wrócił do Italii, osiadł we Florencji i skupił się na opiece nad ubogimi i chorymi. Po śmierci brata, został protonotariuszem apostolskim i referendarzem Trybunału Obojga Sygnatur. W 1707 roku został nuncjuszem nadzwyczajnym we Francji, a cztery lata później – wicelegatem w Awinionie. W 1717 roku został prezydentem Kamery Apostolskiej. 8 lutego 1730 roku został kreowany kardynałem prezbiterem i otrzymał kościół tytularny Santa Maria in Ara Coeli. W tym samym roku został prefektem Trybunału Sygnatury Sprawiedliwości, a w latach 1731–1732 był legatem w Urbino. Zmarł 24 lutego 1733 roku w Rzymie.